# Rezolucija Vijeća sigurnosti UN-a 1869
Rezolucija Vijeća sigurnosti UN-a 1869 jednoglasno je usvojena 25. ožujka 2009. godine.

## Rezolucija
Vijeće sigurnosti pozdravilo je imenovanje Valentina Inzka za visokog predstavnika za Bosnu i Hercegovinu.
Jednoglasno usvojivši rezoluciju 1869 (2009), Vijeće se složilo s imenovanjem g. Inzka kao nasljednika Miroslava Lajčáka od strane Upravnog odbora Vijeća za provedbu mira 13. ožujka.
Vijeće je ponovno potvrdilo konačne ovlasti Visokog predstavnika na terenu u vezi s tumačenjem aneksa 10 o civilnoj provedbi Općeg okvirnog sporazuma za mir u Bosni i Hercegovini iz 1995. godine. Također je ponovno potvrdio važnost koju pridaje ulozi visokog predstavnika u provedbi Mirovnog sporazuma, te u davanju smjernica i koordinaciji aktivnosti civilnih organizacija i agencija uključenih u pružanje pomoći stranama u provedbi Mirovnog sporazuma.

## Vanjske poveznice
| Wikizvor | Engleski Wikizvor ima izvorni tekst na temu: United Nations Security Council Resolution 1869 |

- Text of the Resolution at undocs.org